# Chirundu
Chirundu – miasto w południowej Zambii, w Prowincji Południowej. Według danych szacunkowych na rok 2010 liczyło 13 585 mieszkańców.